# Szentpétery Ádám

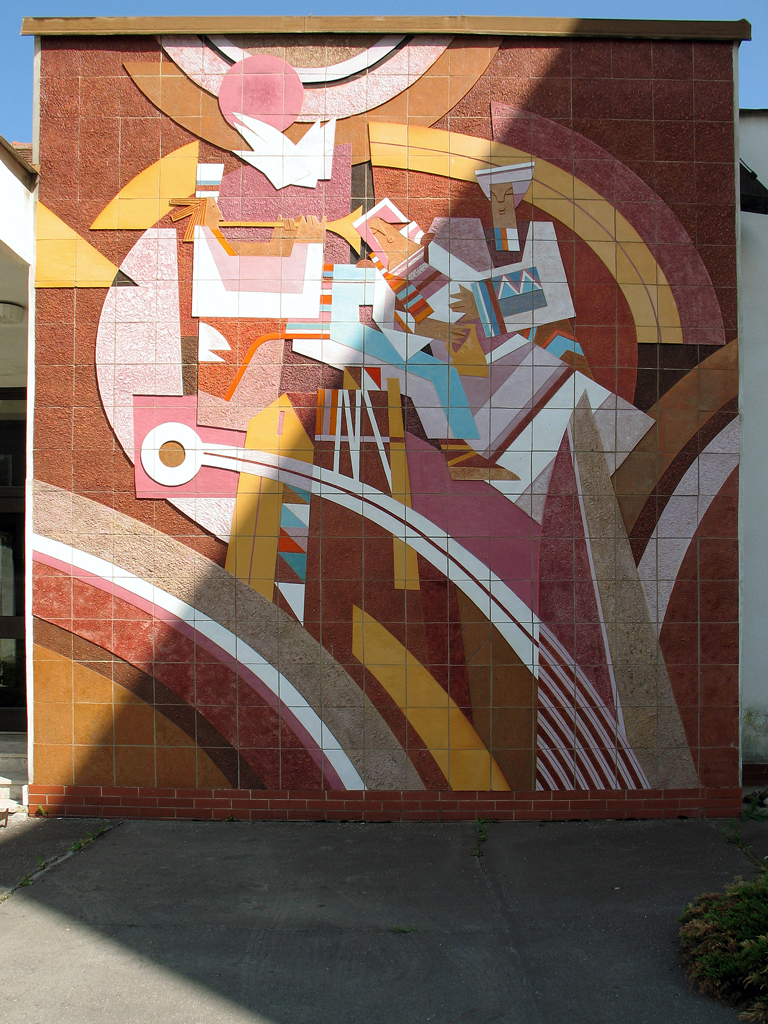
Szentpétery Ádám mozaikja

Szentpétery Ádám (Rozsnyó, 1956. február 24. –) szlovákiai magyar festő, művészetpedagógus. Fia Szentpétery Gábor építész, fotós.

## Élete
1971-1975 között a kassai Képzőművészeti Szakközépiskolán tanult. 1976-1982 között a Pozsonyi Képzőművészeti Főiskolán végzett. Mesterei voltak D. Castiglione és I. Vychlopen.
1999-től tanár a Kassai Műszaki Egyetem Képzőművészeti és Intermédia Tanszékén. 2004 óta egyetemi docens. 2005-től tanszékvezető.
Kassán és Rozsnyón tevékenykedik.

## Elismerései
- 2007 Munkácsy Mihály-díj

## Művészete
A táj és a figura geometrizáló redukciójával indult művészi pályafutása a 80-as években, majd az évtized végére absztrakt formanyelvvé alakult át. Festményeiben a racionális kompozíciós egyensúly, a szerialitás elve, valamint a matematikai kombinációk a képrendszer alkotóelemei. 1993-tól a szimmetriának szentel megkülönböztetett figyelmet, azt tartja művészetének meghatározó kompozíciós elvének. Jelentős tevékenységet fejt ki a monumentális műfajokban is, így például a murális festészet, kerámia, mozaik, stuccolustro területén. Pedagógiai tevékenységén túl még restaurátori megbízatásoknak is eleget tesz.

### Kiállítások
Szentpétery 1984 óta számos egyéni és csoportos kiállításon vett részt, többnyire a mai Európai Unió államaiban, de művei elkerültek Japán, Korea és Tajvan országokbeli kiállításokra is. Bővebb felsorolás az egyéni és csoportos kiállításokról a Szentpétery Ádám katalógusban. található.

### Művei közgyűjteményekben
- Východoslovenská galéria, Kassa (Szlovákia)
- Východoslovenské múzeum, Kassa (Szlovákia)
- Banícke múzeum, Rozsnyó (Szlovákia)
- Sbírka AVS, Prága (Csehország)
- Városi Galéria, Cottbus (Németország)
- Miskolci Galéria, Miskolc (Magyarország)
- Kortárs Magyar Galéria, Dunaszerdahely (Szlovákia)
- Oravská galéria, Alsókubin (Szlovákia)
- Gyergyószárhegyi Megyei Alkotóközpont – Gyergyószárhegy (Románia)
- Beratzhausener Sammlung, Beratzhausen (Németország)
- Adam Galery, Brno (Csehország)